# Luciobarbus
Luciobarbus is een geslacht van straalvinnige vissen uit de familie van karpers (Cyprinidae).

## Soorten
- Luciobarbus albanicus (Steindachner, 1870)
- Luciobarbus barbulus (Heckel, 1847)
- Luciobarbus biscarensis (Boulenger, 1911)
- Luciobarbus bocagei (Steindachner, 1864)
- Luciobarbus brachycephalus (Kessler, 1872)
- Luciobarbus callensis (Kessler, 1872)
- Luciobarbus capito (Güldenstädt, 1773)
- Luciobarbus caspius (Berg, 1914)
- Luciobarbus chelifensis Brahimi, Freyhof, Henrard & Libois, 2017
- Luciobarbus comizo (Steindachner, 1864)
- Luciobarbus escherichii (Steindachner, 1897)
- Luciobarbus esocinus Heckel, 1843
- Luciobarbus graecus (Steindachner, 1895)
- Luciobarbus graellsii (Steindachner, 1866)
- Luciobarbus guercifensis Doadrio, Perea & Yahyahoui, 2016
- Luciobarbus guiraonis (Steindachner, 1866)
- Luciobarbus kersin (Heckel, 1843)
- Luciobarbus kosswigi (Karaman, 1971)
- Luciobarbus kottelati Turan, Ekmekçi, Ilhan & Engin, 2008
- Luciobarbus lanigarensis Brahimi, Libois, Henrard & Freyhof, 2018
- Luciobarbus leptopogon (Schimper, 1834)
- Luciobarbus longiceps (Valenciennes, 1842)
- Luciobarbus lydianus (Boulenger, 1896)
- Luciobarbus maghrebensis Doadrio, Perea & Yahyaoui, 2015
- Luciobarbus magniatlantis (Pellegrin, 1919)
- Luciobarbus mascarensis Brahimi, Freyhof, Henrard & Libois, 2017
- Luciobarbus microcephalus (Almaça, 1967)
- Luciobarbus mursa (Güldenstädt, 1773)
- Luciobarbus mystaceus (Pallas, 1814)
- Luciobarbus nasus (Pallas, 1814)
- Luciobarbus numidiensis Brahimi, Libois, Henrard & Freyhof, 2018
- Luciobarbus pallaryi (Pellegrin, 1919)
- Luciobarbus pectoralis (Heckel, 1843)
- Luciobarbus rabatensis Doadrio, Perea & Yahyaoui, 2015
- Luciobarbus rifensis Doadrio, Casal-Lopez & Yahyaoui, 2015
- Luciobarbus sclateri (Günther, 1868)
- Luciobarbus setivimensis (Valenciennes, 1842)
- Luciobarbus steindachneri (Almaça, 1967)
- Luciobarbus subquincunciatus (Günther, 1868)
- Luciobarbus xanthopterus Heckel, 1843
- Luciobarbus yahyaouii Doadrio, Casal-Lopez & Perea, 2016
- Luciobarbus zayanensis Doadrio, Casal-López & Yahyaoui, 2016